# Война двух Педро
Война двух Педро (исп. La Guerra de los Dos Pedros, кат. Guerra dels dos Peres) — вооружённый конфликт между королевствами Кастилия и Арагон, протекавший в 1356—1375 годах. Своё название получил в связи с именами лидеров противоборствующих сторон: Педро Кастильского и Педро IV Арагонского. Рассматривается как часть Столетней войны.

## Предыстория
В середине XIV века Кастилия была ослаблена гражданской войной, вызванной борьбой за престол короля Педро Кастильского и его незаконнорождённого брата Энрике. Педро Арагонский в этой борьбе поддержал Энрике Кастильского, которому оказывали также поддержку французские войска под руководством Бертрана де Дюгеклена. Со своей стороны, англичане оказывали помощь Педро Кастильскому. Одной из целей кастильского короля являлось присоединение Королевства Валенсия. Со своей стороны, Педро Арагонский стремился к контролю над Средиземным морем, что встречало противодействие со стороны Кастилии и её союзницы Генуи. Отношения двух государств обострились в связи с инцидентом, имевшим место в Средиземном море: командующий флотилией каталонских галер Франциско де Переллос, имевший каперские письма от арагонского короля, принял участие в борьбе с англичанами на стороне Франции, и, более того, захватил в морском бою два генуэзских корабля близ Санлукар-де-Баррамеды. Педро Кастильский, будучи союзником Генуи, во главе своего флота отправился в погоню за противником. Король настиг Переллоса близ Тавиры, однако не смог захватить его в плен. Это событие послужило поводом к началу войны.

## Ход войны
Начавшись в 1356 году, война длилась вплоть до 1375 года. Война растянулась в связи с окончанием гражданской войны в Кастилии. Конфликт протекал на границе между двумя государствами близ арагонских пограничных городов. В 1357 году войска Кастилии вторглись в Арагон и 9 марта захватили Тарасону. Вскоре было заключено перемирие.
В начале 1361 года войска Кастилии захватили крепости Вердейо, Торрихос, Альхама и другие укреплённые пункты. 18 мая 1361 года был заключён мир в Террере, согласно которому все захваченные замки и города были возвращены прежним хозяевам. Педро IV выдал свою дочь Констанцию замуж за Федериго Арагонского.
В июне 1362 года Педро Кастильский встретился с Карлом Наваррским в Сории, договорившись с ним о взаимопомощи. Он также заключил союз с королём Англии Эдуардом III и его сыном, Чёрным Принцем.
Заручившись поддержкой этих правителей, Педро Кастильский без формального объявления войны вновь вторгся в Арагон. Кастильские войска захватили несколько арагонских крепостей (Террер, Морос, Сетина и др.). Кастильский король не сумел захватить Калатаюд, несмотря на то, что кастильские войска обладали мощной артиллерией. Не располагая силами для продолжения наступления, король вернулся в Севилью.
В следующем году кастильские войска вновь вторглись в Арагон, захватив Тарасону. Педро Кастильский получил подкрепления из Португалии и Наварры. Тем временем арагонский король заключил союз с Францией и подписал секретный договор с Энрике II Кастильским. Король Кастилии захватил Каринену, Сегорбе, Сагунто, Чиву, Буньоль и другие города.
Папский нунций Жан де ла Гранж выступил организатором мира, заключённого в Сагунто 2 июля 1363 года. Как бы то ни было, договор ратифицирован не был, и в отношениях двух сторон сохранялась враждебность. В 1363 году кастильцы вторглись в Валенсию, захватив Аликанте, Каудете, Эльду, Гандиа и ряд других городов.
В 1365—1369 годах Педро Кастильский был озабочен борьбой со своим братом Энрике, поэтому не принимал активного участия в борьбе с Арагоном. В 1366 году в Кастилии вспыхнула гражданская война. Кастильский король был лишён трона своим братом Энрике при поддержке французских войск Бертрана Дюгеклена. Без единого сражения Педро под натиском своих противников вынужден был оставить королевство, бежав со своей казной в Португалию. В Португалии король-изгнанник был весьма холодно принят своим дядей, королём Педру I Португальским. Покинув Португалию, Педро бежал в Галисию, где по его приказу были убиты архиепископ Сантьяго и декан Перальварес. Педро был окончательно лишён трона в 1369 году. В этом конфликте Педро Кастильский был поддержан Гранадским эмиратом. Для Валенсии, наводнённой кастильскими войсками и их мавританскими союзниками, эта война стала настоящим бедствием.

## Окончание войны. Итоги конфликта
Война двух Педро завершилась подписанием мирного договора в Альмасане. Договор не закрепил территориальных приобретений ни за одной из сторон. Кастилия снова стала комаркой под управлением арагонских правителей. Договор был скреплён браком между Элеанорой Арагонской и Хуаном Кастильским, сыном Энрике Кастильского. Война двух Педро имела тяжёлые последствия для обеих сторон. Бедствия войны были усугублены чумой и прочими бедами, такими, как засуха и набеги саранчи.